# Thalassarche chrysostoma
El albatros de cabeza gris (Thalassarche chrysostoma) es una ave de la familia de los albatros, extendida por los mares más australes.

## Distribución geográfica
Existen colonias de esta especie en varios archipiélagos y es posible su avistamiento en las costas argentinas, chilenas, peruanas, sudafricanas, australianas y neozelandesas.